# العلاف الكبير
العلاف الكبير أو العلاف الأكبر هو منصب سياسي وعسكري ظهر في أجهزة المخزن في الإيالة الشريفة المغربية يرادفه اليوم منصب وزير الحرب أو الدفاع. 
كان للعلاف الكبير  مساعد تنحصر مهمته في العمل الاستخباري الذي يسبق عادة الحملات العسكرية والتنسيق مع القواد والشيوخ وزعماء الزوايا الدينية ويسمى «العلاف الأصغر».

## تاريخ
مهمة العلاف الكبير تُعرف منذ بداية الحكم العلوي، كان الشخص الذي يتقلد هذا المنصب هو المسؤول عن الدفاع الوطني، لكن في الشق الخاص بالتموين والتزود بالأسلحة والعتاد، قبل أن يرتقي الدور التمويني إلى درجة وزارة قائمة الذات، وذلك في عهد السلطان الحسن الأول الذي وسع اختصاصات هذا الجهاز، بعد هزيمة إسلي.
ومصطلح العلاف مستمد من الدولة العثمانية، إلا أن هذه الوزارة أحدثت في عهد السلطان محمد  الرابع، حسب ما ذكر عبد الرحمن بن زيدان في  «العز والصولة»، وكان أول من تولاها هو الحاج عبد الله بن أحمد أخو الحاجب موسى بن أحمد، ثم تولاها في العهد الحسني الأول خاله محمد الكبير بن العربي الجامعي ثم أخوه محمد الصغير الجامعي ثم سعيد بن موسى ثم المهدي المنبهي ثم محمد الكباص ثم المدني الكلاوي.

## مهام العلاف
لم يكن العلاف الكبير يشرف على الجيش ولا على تكوينه وإنما كان مسؤولا عن تموين العسكر المتنقل في «الحركات» بعد أن يحدد السلطان مداه وشكله وذلك بصدد الأسلحة والعدد وتنفيذ قرارات السلطان حول تعيين رؤساء الفرق وتوزيعهم على المناطق وكذلك تدوين الجند في سجل يومي يقدم إلى السلطان بعد التأشير وإمضاء الصدر الأعظم كما يقوم بتأشير كل كشوف المصاريف التي يقدمها شهريا.
ورغم إلغاء المنصب واستبداله بوزارة الحرب في عهد الحسن الأول، إلا أن السلطان عبد الحفيظ أعاده إلى الواجهة من جديد، إذ حمل تعيينه للمدني الكلاوي، الشقيق الأكبر للتهامي الكلاوي، في منصب العلاف الأكبر تمسكا بالتقاليد الوزارية القديمة.
ألغى المغرب لاحقا حقيبة العلاف واستبدل وزارة الحرب بحقيبة الدفاع قبل أن يجهز عليها نهائيا منذ سنة 1972 عند حدوث انقلاب  أوفقير. تعامل النظام مع هذه الوزارة بمنطق «رب ضارة نافعة»، وشرع في هيكلة الجيش على نحو آخر  انتهى بنقل قيادة العسكر من وزارة على رأسها وزير إلى هيئة أركان على رأسها قائد أعلى للقوات المسلحة الملكية ورئيس أركان الحرب العامة، وهو ملك البلاد الذي منع أهل السياسة من ولوج المؤسسة العسكرية، بل إن ميزانية الجيش ظلت خارج نقاشات قبة البرلمان